# 類推
類推（るいすい）または類比（るいひ）、アナロジー（analogy）とは、特定の事物に基づく情報を、他の特定の事物へ、それらの間の何らかの類似に基づいて適用する認知過程である。古代ギリシャ語で「比例」を意味する ἀναλογία アナロギアーといった概念に由来し、広義においてこれはロゴスに含有する。
類推は、問題解決、意思決定、記憶、説明（メタファーなどの修辞技法）、科学理論の形成、芸術家の創意創造作業などにおいて重要な過程であるが、論理的誤謬の排除が難しい場合も多く、脆弱な論証方法である。科学的な新概念の形成過程は、チャールズ・パースによるアブダクション理論として区別されることもある。
異なる事象に対し類推することで、共通性を見出す言語的作業が比喩である。
言語学では、言語自体に対する類推が言語の変化の大きな要因とされる。

## アナロジズム
自然を客体化し、その属性や力を人体などの別の客体に照応させて類推する自然観を、フィリップ・デスコラはアナロジズムと呼んだ。デスコラは「アナロジズム的存在論は、諸存在の特異性を繰り返し経験する中で、執拗に照応関係を用いることで、多様なものの増殖から来る無秩序の感覚を和らげようとする」と述べ、アナロジズムは歴史上の諸文明にさまざまな形で見られる考え方と指摘している。例えば、マクロコスモスとミクロコスモスの照応は占いや中国の山水画の基本的な考え方であり、ストア哲学や新プラトン主義に哲学的アイデアを与えている。

## 自然科学
物理学では、新たな理論が形成される際に、他の理論からの類推が大きな役割を果たした例が見られる。例えば、ファラデーは電磁気学の研究において流体力学からの類推を用い、マクスウェル方程式が導かれた。
量子力学の創成期（前期量子論）においては、ボーアが惑星の運動からの類推に量子条件を加えることで、原子構造を説明した。またかつて波と考えられていた光に粒子としての性質（光量子）があることが明らかとなり、さらに光と物質の運動との間に類似の原理（変分原理）があることから類推して、ルイ・ド・ブロイは物質にも波の性質（物質波）があると考え、これがシュレーディンガー方程式の発見につながった。
移動現象論においては、運動量、熱、物質量の移動に関して、アナロジーを用いて、同じ形の微分方程式で論じることが可能となっている。

## 言語における類推
言語表現において、表現される事物に関しての類推に基づいた表現方法を比喩という。これは大きく、類推であることを明示する直喩と、明示せずに別の（文字通りには別の意味にとれる）表現に置き換える隠喩（メタファー）とに分けられる。
一方言語学では、言語自体に対する類推が言語の変化の大きな要因とされる。これらは変化する時点では誤用のことが多いが、時代の推移とともに定着するものが出てくる。例えば動詞「死ぬ」は本来ナ行変格活用（連体形・口語体終止形は「死ぬる」：一部の方言には残っている）であったが、五段活用からの類推で五段活用に変化した。このように不規則変化が類推により規則変化に移行した例は、英語の過去形・過去分詞の語尾-edなど、多くの言語に見られる。